# Wilhelm Carstens
Wilhelm Emil Carstens (ur. 29 stycznia 1869 w Hamburgu, zm. 12 lutego 1941 tamże) – niemiecki wioślarz, brązowy medalista olimpijski.
Wystąpił na igrzyskach olimpijskich w Paryżu w 1900, gdzie niemiecka osada Favorite Hammonia w składzie: Wilhelm Carstens, Julius Körner, Adolf Möller, Hugo Rüster i sternik Max Ammermann zdobyła brązowy medal w czwórkach ze sternikiem. Do srebrnych medalistów, Francuzów z Club Nautique de Lyon Niemcy stracili 0,2 sekundy.